# Charles Metz
Pour les articles homonymes, voir Metz (homonymie).
Charles Metz, né le 6 janvier 1799 à Luxembourg (France) et mort le 24 avril 1853 à Diekirch (Luxembourg), est un avocat, journaliste et homme politique luxembourgeois.
Partisan pro-belge lors de la révolution belge, il sert au sein de la législature nationale belge, avant de faire son entrée à la Chambre des députés du Luxembourg, dont il devient le premier président, de 1848 à 1853.

## Biographie
Charles Metz est né à Luxembourg en 1799 du mariage de Jean Metz et Anne-Marie-Justine Gérard. Il étudie à l'Athénée de Luxembourg et au lycée à Metz en France, avant d'obtenir son diplôme de droit en 1822 à l'université de Liège nouvellement créée. Charles Metz devient politiquement actif en tant que porte-parole pro-belge pendant la révolution belge. Au Congrès national convoqué à Bruxelles, il est l'un des seize députés représentant l'arrondissement de Luxembourg (revendiqué dans sa totalité par la Belgique). En 1836, Charles Metz s'installe à Arlon, où il crée un journal, L'Echo du Luxembourg, pour promouvoir les intérêts luxembourgeois et libéraux, avec Emmanuel Servais et Victor Tesch,.
En 1837, Charles Metz est élu à la Chambre des représentants, représentant Grevenmacher jusqu'en 1841 ; il exhorte les Belges à entamer des négociations avec les Pays-Bas, mais s'oppose à la troisième partition du Luxembourg, votant finalement contre le traité de Londres ; en 1839, il se présente à la Chambre des représentants pour Bastogne, mais sans succès, il demeure le représentant de Grevenmacher, aujourd'hui divisé.
Charles Metz, avec ses jeunes frères Auguste et Norbert, créé en 1838 l'entreprise sidérurgique Auguste Metz & Cie, mais il n'y joue pas un rôle très actif dans son fonctionnement. On l'autorise à revenir au Luxembourg pour y exercer le droit en 1842. Avec l'effondrement du Journal de la ville et du Grand-Duché de Luxembourg en 1844, Charles Metz s'attelle à la création d'un nouveau journal, le Courrier du Grand-Duché de Luxembourg, avec son frère Norbert Metz et d'autres libéraux de premier plan, ainsi que l'orangiste conservateur Mathieu-Lambert Schrobilgen, avec lequel la scission idéologique se fait de plus en plus sentir au fil du temps.
En 1848, Charles Metz est élu à l'Assemblée constituante, pour représenter les cantons d'Esch et de Luxembourg, mais il choisit finalement de représenter ce dernier. Les frères Metz ne parviennent pas à différer de peu l'envoi d'une délégation luxembourgeoise au Parlement de Francfort, bien que leur position leur coûte leur part potentielle dans la délégation de trois hommes. Les frères Metz sont élus à la première Chambre des députés. Charles est élu premier président de la Chambre, fonction qu'il conserve jusqu'à sa mort, le 24 avril 1853,.
Il épouse Justine Vannérus le 26 décembre 1827 à Diekirch. Elle meurt en 1849 et ont eu sept enfants, dont seulement trois (Jules, Irma et Léonie) arrivent à l'âge adulte. Le fils unique de Charles Metz, Jules, poursuit l’entreprise de son père au Courrier, puis à la Chambre des députés pour le canton de Capellen. Quant à Léonie, elle épouse l'ingénieur Edmond Le Gallais, né à Jersey.